# Apamea unicolornigra
Apamea unicolornigra är en fjärilsart som beskrevs av Wagner 1922. Apamea unicolornigra ingår i släktet Apamea och familjen nattflyn. Inga underarter finns listade i Catalogue of Life.